# João Cruz (calciatore 2006)
João Victor Machado Cruz (San Paolo, 12 maggio 2006) è un calciatore brasiliano, centrocampista dell'Athl. Paranaense.

## Carriera

### Club
Cruz è cresciuto nel settore giovanile dell'Athl. Paranaense, dove ha firmato il suo primo contratto professionistico nel dicembre del 2022. Ha debutatto in prima squadra il 9 maggio 2024 nell'incontro di Coppa Sudamericana vinto 5-1 contro il Rayo Zuliano.

### Nazionale
Nel 2019 ha giocato 4 partite con la maglia della nazionale Under-15.

## Statistiche

### Presenze e reti nei club
Statistiche aggiornate al 27 agosto 2024.
| Stagione        | Squadra          | Campionato      | Campionato | Campionato | Coppe nazionali | Coppe nazionali | Coppe nazionali | Coppe continentali | Coppe continentali | Coppe continentali | Altre coppe | Altre coppe | Altre coppe | Totale | Totale | Totale |
| Stagione        | Squadra          | Comp            | Pres       | Reti       | Comp            | Pres            | Reti            | Comp               | Pres               | Reti               | Comp        | Pres        | Reti        | Pres   | Reti   |        |
| --------------- | ---------------- | --------------- | ---------- | ---------- | --------------- | --------------- | --------------- | ------------------ | ------------------ | ------------------ | ----------- | ----------- | ----------- | ------ | ------ | ------ |
| 2024            | Athl. Paranaense | A1/PR+A         | 0+5        | 0+1        | CB              | 1               | 0               | CS                 | 3                  | 0                  |             | -           | -           | 9      | 1      |        |
| Totale carriera | Totale carriera  | Totale carriera | 5          | 1          |                 | 1               | 0               |                    | 3                  | 0                  |             | -           | -           | 9      | 1      |        |

## Palmarès

### Club

#### Competizioni statali
- Campionato Paranaense: 1

Athl. Paranaense: 2024